# Dibble-Gletscher
Der Dibble-Gletscher ist ein markanter Gletscher an der Clarie-Küste des ostantarktischen Wilkeslands. Er fließt von der kontinentalen Eiskappe in nördlicher Richtung in die Ostseite der Davis-Bucht, in die er in Form einer Gletscherzunge ausläuft. Das seewärtige Ende dieser Gletscherzunge trägt den Namen Dibble-Eisbergzunge.
Luftaufnahmen der US-amerikanischen Operation Highjump (1946–1947) dienten seiner Kartierung. Das Advisory Committee on Antarctic Names benannte 1955 den Gletscher und die Gletscherzunge sowie 1962 die Eisbergzunge nach Jonas Dibble (1803–1885), Schiffszimmermann an Bord der Peacock bei der United States Exploring Expedition (1838–1842) unter der Leitung des US-amerikanischen Polarforschers Charles Wilkes.